# Caiman comú
El caiman comú (Caiman crocodilus) és una espècie de crocodilià de la família Alligatoridae que habita cursos d'aigua dolça i pantans del sud de Mèxic, Centreamèrica i el nord-oest de Sud-amèrica.
Els mascles arriben a mesurar entre 1,8 i 2,5 m de llarg i les femelles 1,4 m. S'alimenten de diferents espècies d'animals, com ara crustacis, peixos, amfibis, rèptils, aus i petits mamífers.
L'aparellament ocorre en l'estació plujosa. La femella fa el niu aglomerant petites quantitats de vegetació seca i terra i posa allí de 15 a 40 ous. La incubació dura una mitjana de 13 setmanes. En néixer, mesuren uns 20 cm.